# Mèrope (helíade)
Mèrope (en grec antic Μερόπη) va ser, segons la mitologia grega, una de les helíades, les filles d'Hèlios, el Sol, i de la nimfa Clímene.
Va ser una de les que van plorar tant la mort del seu germà Faetont, a les ribes de l'Erídan que les seves llàgrimes es van transformar en ambre i ella i les seves germanes van ser convertides en salzes (o potser en pollancres), que poblen des d'aleshores la vora d'aquell riu.